# بيجارية صغيرة
بيجارية صغيرة (الاسم العلمي:Bejaria nana) هي نوع من النباتات يتبع جنس البيجارية من الفصيلة الخلنجية.